# 少教多学
少教多學（英語：Teach Less, Learn More，縮寫作TLLM）是一個教育哲學概念，由時任新加坡總理的李顯龍於2004年提出。這個概念現時亦為其他國家所採納。這個概念，關鍵在於透過培養學生的基礎學習能力來提高他們繼續學習的意願。